# Ischyrocyon
Ischyrocyon — викопний рід хижих ссавців з родини амфіціонових, що населяв Північну Америку в пізньому міоцені. Він жив приблизно 13,6—10,3 млн років тому, проіснував приблизно 4 мільйони років.
У дослідженні, опублікованому у 2020 році, дослідження молярів Ischyrocyon показало, що він був м'ясоїдним, а не всеїдним, як передбачалося раніше. І Ischyrocyon, і його родич Amphicyon мали риси скелета, характерні для тварин, які полюють як для засідок, так і шляхом переслідування.

## Розповсюдження скам'янілостей
- Сполучення Блер, округ Есмералда, штат Невада ~14,2—11,7 млн років тому.

- Місцезнаходження геміциону, формація Барстоу, округ Сан-Бернардіно, Каліфорнія ~14,0 млн років тому.

- Ранчо Адама Ріслі, формація Голіад, округ Донлі, штат Техас ~12—11,7 млн років тому.
- Вакіні (підрозділ С), формація Огаллала, округ Трего, штат Канзас ~11,8—11,7 млн років тому.
- Олкотт-Гілл, формація Снейк-Крік, округ Сіу, штат Небраска ~11,9 млн років.
- Місцезнаходження Айрон-Каньйон, формація Дав-Спрінг, округ Керн, Каліфорнія ~11,8—11,9 млн р.т.
- Місцезнаходження Блюджей, формація Еш Холлоу, округ Антелоуп, штат Небраска ~11,8 млн років тому.